# Evakuierungshelfer
Der Evakuierungshelfer (auch Räumungshelfer genannt) ist eine vom Unternehmen oder Betreiber benannte Person, die die Evakuierung eines Objekts (Gebäude, Einkaufszentrum, Schwimmbad etc.) unterstützt. Die Aufgaben des Evakuierungshelfers ergeben sich aus dem jeweiligen Evakuierungskonzept (Bestandteil der Brandschutzordnung Teil C). Die Funktion des Evakuierungshelfers ist parallel zum Brandschutzhelfer zu sehen.
In modernen Brandschutz- und Evakuierungskonzepten ist es aufgrund der Ablauforganisation mittlerweile gelebte Praxis, die Aufgaben des Evakuierungshelfers dem Brandschutzhelfer mit zuzuweisen und somit einen Brandschutz- und Evakuierungshelfer in einer Person zu bestellen. Diese Art der Organisation wird von der Deutschen Gesetzlichen Unfallversicherung (DGUV) – Sachgebiet Betrieblicher Brandschutz – in einer Stellungnahme vom 24. April 2017 bestätigt.
Der Evakuierungshelfer wird wie der Brandschutzhelfer vom Brandschutzbeauftragten oder externer geeigneter Stelle aus- und fortgebildet.